# Ivan Vitezić (1914.)
Ivan Vitezić (Vrbnik, 12. listopada 1914. – Rim, 8. ožujka 1985.) bio je hrvatski katolički svećenik, crkveni povjesničar i jezikoslovac.

## Životopis
Rođen je 12. listopada 1914. u Vrbniku. U rodnom je mjestu pohađao pučku školu. Završio je franjevačku gimnaziju u Visokom, a teologiju je studirao i završio u Ljubljani (1937.). Dana 29. lipnja iste godine zaredio ga je Josip Srebrnić u krčkoj katedrali za svećenika. Službovao je u Omišlju i Puntu. Nakon talijanske okupacije Krka (1941.) odlazi u Zagreb. Godine 1944. boravi u Pragu zbog suradnje sa slavistom Josefom Vajsom. Godine 1949. odlazi u Rim gdje, na Fakultetu za crkvenu povijest na Sveučilištu Gregoriana, doktorira 1955. godine, temom o prvoj posttridentskoj apostolskoj vizitaciji Dalmacije 1579. Djelovao je i na Hrvatskom povijesnom institutu u Rimu.
U isto je vrijeme studirao na Filozofsko-jezičnom fakultetu na rimskom državnom sveučilištu. Docentom na Institutu za slavistiku Sveučilišta u Beču postaje 1957. godine. Na tom je institutu predavao do 1979. godine. Umro je u Albanu pokraj Rima, 8. ožujka 1985. godine. Pokopan je 21. ožujka u svećeničkoj grobnici u Vrbniku.

## Djela
Uredio je ili napisao sljedeće knjige i radove:
- La prima visita apostolica posttridentina in Damlazia (nell’anno 1579) : estratto dalla tesi di laurea presso la Facolta di Storia Ecclesiastica della Pontificia Universita Gregoriana. Typus Pontificiae Universitatis Gregorianae. Rim. 1957. (doktorat)
- Beč i Vatikan u borbi za nadbiskupa u Zagrebu. Hrvatska revija. Buenos Aires. 13 (50). 1963.
- Mandićev zbornik : u čast o. dra. Dominika Mandića prigodom njegove 75-godišnjice života. Hrvatski povijesni institut. Rim. 1971. (suurednici Bazilije Pandžić i Atanazije Matanić)
- Radovi Hrvatskoga povijesnog instituta u Rimu posvećeni o. Stjepanu Sakaču prigodom 80-godišnjice života. Hrvatski povijesni institut. Rim. 1971. (urednik)
- Andrić i Krleža : za obrazloženije sudove o njihovu identitetu. Hrvatska revija. München, Barcelona. 25 (99). 1976.
- Mahnić i njegovo djelo. Hrvatska revija. München, Barcelona. 1976.

Zastupljen je u zbirci Cvrčak u boriku : poezija i proza Ante Selaka (Zagreb, 1996.)

### Članci
- Matanić, Atanazije. 1985. Prof. Dr. Ivan Vitezić (1914-1985). Croatica Christiana periodica. Katolički bogoslovni fakultet u Zagrebu. Zagreb. 9 (16): 196–198